# Я її люблю (фільм, 2013)
Я її люблю (англ. I love her) — українська короткометражка режисера Дарії Перелай, вперше в Україні про кохання між двома дівчатами. Варто відзначити, що «Я її люблю» одна з перших ЛГБТ-стрічок в Україні, після студентської «Березень + 9». Прем'єра в Україні відбулася 7 березня 2013 року, у столичному кінотеатрі «Жовтень». До цього, стрічка демонструвалася 11 разів у Європі.
Ця трихвилинна історія про двох дівчат, які відчувають себе самотніми у великому місті — це перше українське лесбійське кіно. Вулична музикантка щодня приходить грати в одному і тому ж місці. І там, на вулиці, серед тисяч перехожих, незвичайна дівчина привертає її увагу…

## Інформація

### Синопсис
Дівчата закохуються, зустрівшись на вулиці. Під впливом сильних почуттів музикантки до цікавої дівчини, вона пише нову пісню, яку присвячує чарівній незнайомці. Проте, вона не має достатньо мужності, щоб вийти і прямо зізнатися у своїх почуттях відкрито. Але в житті все завжди відбувається в правильному напрямку! Це доля, яка зробила так, щоб вони зустрілися та були разом. І великою несподіванкою виявилося, що невідома дівчина є глухонімою… Однак, це не заважає двом дівчатам порозумітися! Глухоніма дівчина вирішує підтримати її нову подругу-музиканта, стоячи поряд з нею, коли вона виконує свої пісні, тримаючи табличку у своїх руках, на якій вона написала: «Я люблю її». Все це відбувається в Україні, в країні, де кримінальний уряд збирався прийняти закон, що забороняє «пропаганду гомосексуальності», що означає, що подібні дії цих двох дівчат на вулиці вважатимуться кримінальним злочином, і за напис подібних слів, один з них може бути засуджений до ув'язнення терміном до 5 років.

### Бехдель-тест
Стрічка входить у добірку, у яку увійшло вісім короткометражних фільмів, під назвою «Бехдель-тест». В основі тесту Бехдель лежить комікс американської художниці Елісон Бехдель, створений у 1985 році. Його використовують для перевірки фільмів на мізогінію та адекватність жіночих персонажів. Щоб пройти тест, фільм повинен відповідати трьом простим критеріям: у ньому є щонайменше дві жінки, які розмовляють між собою і фільм не про чоловіків — ця і є основні риси стрічки.